# Signalanalysator
Ein Signalanalysator ist im Wesentlichen ein Spektrumanalysator.
Ein Signalanalysator hat allerdings entsprechende Messroutinen und die dazu erforderliche Hardware integriert, um das gemessene Signal weiter zu analysieren und auszuwerten.
Dazu gehört die Phasen-, Amplituden- oder Frequenz-Demodulation von Signalen, oder spezifikationsgerechte Messungen eines Sendespektrums, z. B. der Nachbarkanalleistung.